# HP 200LX
HP 200LX는 HP사에서 코드명 펠릭스(Felix)인 HP200LX는 HP사에서 HP100LX의 후계 모델로서 내놓은 모델이다. 사실 HP100LX와 거의 차이가 없다. 단지 키보드 레이어와 약간의 소프트웨어의 차이가 있을 뿐이지 CPU, RAM, 슬롯 등 거의 같다. HP95LX에 비해 넓어진 표준 해상도의 디스플레이와 표준 PCMCIA로 많은 MS-DOS의 애플리케이션을 구동할 수 있게 되었다. HP200LX는 많은 용도로 사용되어 왔다. 비즈니스, 수학과 과학 분야에서의 여러 공학 용도로 휴대용 컴퓨팅, 개인용 일정관리, 심지어 전기가 닿지 않는 지구의 열악한 환경의 사막이나 극지에서 군인과 모험가들에게까지 건전지로 작동되고 저전력이기 때문에 오래 사용되는 장점으로 다양한 용도로 사용되었다. 그러나 백 라이트가 없어서 어두운 곳에서는 사용할 수 없지만, 개조를 통해 이를 극복할 수 있다.
HP사의 LX 시리즈는 시대를 앞선 기계이다. 이미 근래에 UMPC, MID와 같은 주머니에 있는 진정한 휴대용 컴퓨터가 도입되고 있지만 사실 주머니와 손에 들고 다닐 수 있는 PC는 이미 HP95LX가 발표된 1991년부터 이루어졌다고 봐야 한다.
이전 버전인 95LX와 외관상 차이는 없다. 단지 색깔 차이가 있는데, 95LX는 검은색이고 200LX는 국방색이다.
그리고 두 기종의 HP 로고와 로고 주위 테두리 색깔이 뒤바뀌어 있다.
백라이트 개조 및 CPU 배속 개조, RAM 업그레이드로 성능을 업그레이드할 수 있고 태양광 전지를 달아 거의 충전 없이 사용 가능하게 만들 수도 있다. 게다가 200LX는 100LX와 같이 대부분의 CGA 그래픽의 MS-DOS 애플리케이션을 실행할 수 있다는 장점으로 단종된 지 오래되었는데도 미국, 한국, 일본 등지에서 커뮤니티 사이트가 활동하고 있으며, 심지어 2000년대까지만 하더라도 일본 커뮤니티상에서는 200LX의 생산 중지를 반대하는 운동이 펼쳐지기도 했다. 비록 사용 범위는 마니아들 사이에서 제한되지만, 아직도 사용되고 있다.
그 이유는 X86 호환 CPU와 MS-DOS를 장착하여 옛 DOS 시대의 애플리케이션을 386 사양을 반드시 요구하는 고사양이 아닌 이상 구동이 가능하며(95LX는 제한된 메모리와 특이한 해상도 때문에 다양한 애플리케이션 구동이 매우 벅차다.), 그뿐만 아니라
최초로 AA 건전지 2개로 구동되는 컴퓨터이기도 하며, CPU의 낮은 클록으로 하루에 1~2시간씩 사용해도 1달 동안 넉넉하게 사용할 만큼 전력 소모가 매우 적은 X86 기반 컴퓨터라는 점 때문에 아직도 오랜 인기를 누리고 있다.
이는 활발하지는 않지만, 아직도 커뮤니티상에서 간간이 백 라이트 개조 글이 올라오고 있으며,
CPU 배속 개조는 무선 조종기, 무선 마이크, 리모컨, 쿼츠 시계 등에 사용되는 크리스털(수정편)이라는 전기 전파를 전기 신호로 바꿔주는 부품으로, 오실레이터와 비슷하지만, 방향성이 없다는 점이 특징인 전자 부품으로 200LX의 CPU와 기판 사이에 납땜하여 클록 배속을 강제로 높이는 배속 개조, 즉 오버 클록이 가능하다. 15.8MHz의 클록을 25MHz 또는 32MHz, 36MHz, 40MHz로 높여 주기 때문에 배터리 소모가 심해져 배터리 용량이 본래 용량에서 20% ~ 30% 정도 감소하여 군의 배터리 성능은 1 ~ 2시간 사용 시 1달가량에서 2 ~ 3주로 줄어들지만 큰 성능으로 다양한 애플리케이션을 제한 없이 좀 더 자유롭게 구동할 수 있는 장점 덕분에 세계 각국의 200LX 커뮤니티에서 배속 개조는 전문 업체나 전문가에 의해서 자유롭게 이루어지고 있다. 이러한 개조는 1 또는 2MB의 램 메모리를 3MB, 4MB로 개조하는 것은 흔한 일이며 심지어 32MB의 대폭 향상된 메모리로 개조가 이루어지기도 하고, 힌지 부분을 강화하는 개조도 이루어지며 200LX에 애착을 강하게 느끼는 마니아들 사이에서는 본래 없던 3.5파이의 이어폰 단자를 장착하는 개조를 하여 DOS상에서 MIDI를 구동하여 음악을 즐기는 마니아들도 종종 있다.
이만큼 한번 IT제품을 내놓으면 하루아침에 구식 제품이 되어 버리는 시대에도 200LX는 역사상 널리, 오랫동안 사랑받아 오는 드문 전자제품이다.
세월이 지나 다양한 IT제품이 쏟아져 나오는 현실에서 HP200LX는 진화의 갈림길에 선 모델이었다. HP200LX 이후 모델부터는 모바일 기기가 터치스크린과 모바일 전용 운영체제인 WindowCE를 갖춘 핸드헬드 PC와 그리고 노트북으로 나누어졌기 때문이다.
200LX가 지금과 같은 콘셉트의 MID나 UMPC의 조상이라고 봐도 무방하다.

## 기능
- 무게: 300g
- 크기: 길이 8.5cm, 폭 16cm, 높이 2.54cm
- 화면: CGA 흑백 4 그레이 STN 액정
- 배터리: AA 사이즈 배터리 2개
- 보조 배터리: CR2032 coin cell 백업 배터리
- CPU: INTEL 80C186, 7.91MHz
- ROM: 3MB
- RAM: 2MB(HP F1061A) 또는 4MB(HP F1216A)
- OS: MS-DOS 5.0 (200LX 기판 롬에 OS가 박혀 있기 때문에 상위 버전의 OS로 업그레이드 하는 것이 거의 불가능하다.)
- 해상도: 640 × 200 픽셀, 문자 25행 80열
- 입력장치:QWERTY 키보드, 숫자 키패드, 10개의 펑션키, 8개의 애플리케이션 실행키
- 적외선 통신장치:RS - 232 호환 직렬 포트(115K BPS), HP사와 호환되는 프린터 모델에 인쇄를 위한 적외선 포트 총 2가지의 적외선 포트를 갖추고 있다.
- PCMCIA 2.0 슬롯 1개

## 내장 소프트웨어
- MS DOS 5.0
- Pocket Quicken - 금전관리
- Lotus 1-2-3 release 2.4 - 스프레드시트
- Data communications - 통신프로그램
- Appointment Book - 일정관리
- Phone Book - 전화번호부 (레이아웃 조정가능)
- HP Financial Calculator
- Memo Editor with Outliner - 메모장
- Notetaker - 간단한 문서작성 노트
- Database - 데이터베이스
- Filer - 파일관리
- World Time and Stopwatch - 세계 시각 및 스톱워치
- Financial Calculator - 계산기
- Application Manager - 애플리케이션 관리
- System Macros - 시스템 매크로
- Setup Utility - 유틸리티 설정
- Cc:mail Remote - 적외선 단자를 리모컨과 같은 본래 용도와는 달리 다른 용도로 사용 가능하게 해주는 애플리케이션-전자제품의 리모컨들의 적외선을 입력받아 다른 리모컨의 능력을 학습하여 그대로 리모컨으로 사용 가능하게 해줄 수 있다.

## 같이 보기
- 넷북
- 울트라 모바일 PC